# Bob na Zimskih olimpijskih igrah 2002
Rezultati boba na XIX. zimskih olimpijskih igrah.
Prvič v zgodovini olimpijskih iger so tekmovanja potekala v ženskem dvosedu.

## Moški

### Dvosed
Lange in Zimmerman sta osvojila svojo četrto olimpijsko medaljo.
| Medalja | Tekmovalca                                     | Čas     |
| Zlato   | Nemčija I (Christoph Langen, Markus Zimmerman) | 3:10.11 |
| Srebro  | Švica I (Steve Anderhub, Christian Reich)      | 3:10.20 |
| Bron    | Švica II (Martin Annen, Beat Hefti)            | 3:10.62 |

### Štirised
| Medalja | Ekipa                                                              | Čas     |
| Zlato   | Nemčija II (André Lange, Enrico Kühn, Kevin Kuske, Carsten Embach) | 3:07.51 |
| Srebro  | ZDA I (Todd Hays, Randy Jones, Bill Schuffenhauer, Garrett Hines)  | 3:07.81 |
| Bron    | ZDA II (Brian Shimer, Mike Kohn, Doug Sharp, Dan Steele)           | 3:07.86 |

## Ženske

### Dvosed
Vonetta Flowers je postala prva črnka, ki je osvojila zlato na zimskih olimpijskih igrah.
| Medalja | Tekmovalki                                   | Čas     |
| Zlato   | ZDA II (Jill Bakken, Vonetta Flowers)        | 1:37.76 |
| Srebro  | Nemčija I (Sandra Prokoff, Ulrike Holzner)   | 1:38.06 |
| Bron    | Nemčija II (Susi Erdmann, Nicole Herschmann) | 1:38.29 |